# Crazy (pattinaggio)
Il Crazy, noto anche come Passo di Ala, è una figura del pattinaggio freestyle.
Si tratta di una successione di incrociati avanti e indietro, questa volta eseguiti in senso perpendicolare, legati tra loro da papera e anti-papera, eseguiti in modo da spostarsi lateralmente dopo ogni incrocio